# Império do Espírito Santo dos Remédios
O Império do Espírito Santo dos Remédios é um Império do Espírito Santo português que se localiza na freguesia açoriana da Nossa Senhora da Conceição, concelho de Angra do Heroísmo, ilha Terceira, arquipélago dos Açores.
Este Império do Espírito Santo tem a sua fundação no século XX mais precisamente no ano de 1959.